# حمض النمو
حمض النمو يُعدّ السبب الرئيسي لقدرة الخلايا النباتية على الاستطالة أو التمدد بسرعة عند رقم هيدروجيني منخفض (حمضي).
يحتاج جدار الخلية النباتية للتعديل حتى يستطيع المحافظة على ضغط الامتلاء.

هذا التعديل يتم التحكم فيه من خلال الهرمونات النباتية مثل الأوكسينات. حيث تتحكم الأوكسينات بالتعبير الجيني لبعض الجدران الخلوية. حيث أن هذا النوع من النمو لا يتضمن الزيادة في عدد الخلايا. من خلال حمض النمو فالخلايا النباتية يكبر حجمها بشكل سريع وذلك لأن الجدران الخلوية مصنوعة بحيث تستطيع التوسع من خلال الexpansin وهو بروتين يعمل على تخفيف الجدار الخلوي (أي جعله أقل إحكامًا) ويعتمد على الرقم الهيدروجيني ويعمل تخفيف الجدار الخلوي من خلال تخفيف الروابط التي تشبه الشبكة بين الألياف الدقيقة ‏ السليلوزية داخل الجدار الخلوي وهذا يسمح لحجم الخلية بالازدياد من خلال الامتلاء والأسموزية.
الترتيب النموذجي يؤدي إلى إدخال الهرمونات النباتية مثل ( الأوكسين ) مما يؤدي لضخ الأيونات الهيدروجينية لخارج الخلية إلى الجدار الخلوي للخلية وكنتيجة لذلك هذا يجعل المحلول بالجدار الخلوي أكثر حمضية.
وقد افترض من قبل العديد من العلماء المختلفين أن البشرة هي هدف فريد من نوعه للأوكسين لكن مع الوقت تم رفض هذه النظرية.
عند نشاط الexpansion (البروتين الذي يؤدي لتخفيف الجدار الخلوي ويعمل على زيادة حجم الخلية) يؤدي ذلك لجعل الجدار الخلوي أكثر توسعًا ويقلل من الاجهادات لهذا الجدار وهذا يسمح للخلية بامتصاص الماء وتتوسع.
كانت نظرية حمض النمو مثيرة للجدل للغاية في الأوقات الماضية.